# 2014 a légi közlekedésben
Ez a lista a 2014-es év légi közlekedéssel kapcsolatos eseményeit tartalmazza.

## Események

### január
- január 6. – A Singapore Airlines London-Szingapúr útvonalon közlekedő Airbus A380 gépe 494 utassal a fedélzetén kényszerleszállást hajtott végre Bakuban (Azerbajdzsán) az utastér dekompressziója miatt. Sérültek nem voltak.[1]
- január 20. – Kényszerleszállást hajtott végre egy BN–2 Islander típusú könnyű utasszállító repülőgép Kolozsvár közelében. A fedélzeten négy orvos, egy ápoló és két pilóta tartózkodott, a becsapódáskor mindannyian megsérültek. A mentőcsapatok késlekedése miatt kettejük életét vesztette.[2]

### február
- február 11. – Ain Kercha közelében. Az Algériai Légierő Lockheed C–130 Hercules típusú katonai szállító repülőgépe 74 fő utassal és 4 fő személyzettel a fedélzetén lezuhan. A balesetben 77-en vesztik életüket, egy fő túléli.[3][4]
- február 17. – Eltérítik az Ethiopian Airlines Boeing 767–300ER Addisz-Abebából Milánóba tartó repülőgépét.(A másodpilóta Genfben száll le, ahol menedékjogot követel magának)
- február 17. – Dél-Szudán a fővárosában, a Jubai nemzetközi repülőtérről a Bntinu repülőtérre humanitárius küldeményt szállító 748 Air Services Hawker Siddeley HS 748 repülőgépe kényszerleszállást hajtott végre, melynek során egy ember életét vesztette.[5]

### március
- március 7. – Katarban, az Al Khor repülőtéren egy bemutatón lezuhant Extra 330 SC típusú repülőgépével Nádas Tamás. A többszörös magyar bajnok műrepülő a helyszínen meghalt.[6]
- március 8. – Valószínűleg tengerbe zuhant a Malaysia Airlines maláj légitársaság Kuala Lumpur–Peking útvonalon közlekedő Boeing 777−200 típusú gépe, fedélzetén 227 utassal és 12 fős személyzettel.[7] Bizonyíték még nem került elő, a jelek gépeltérítésre utalnak.
- március 8. – A vészkijáratokon hagyták el az utasok az indiai IndiGo légitársaság Delhiből Katmanduba tartó Airbus A320-as gépének fedélzetét, mivel néhány perccel a Tribuvan nemzetközi repülőtéren való leszállás után füstöt és tüzet láttak a jobb oldali fékberendezésnél.[8]
- március 13.  –  [[A Haughey Air AgustaWestland AW139-es gépének lezuhanása|Felszállás közben lezuhant]] a Haughey Air AgustaWestland AW139-es helikoptere, amely az Egyesült Királyságon belül az kelet-angliai Gillinghamből (Norfolk megye) az észak-írországi Rostrevorba tartott
- március 21. – A Malayasia Airlines Boeing 737-es gépe madarakkal ütközött leszállás közben Nepál fővárosában, Katmanduban. A balesetben megsérült a pilótafülke szélvédője. A gép 180 utasával együtt biztonságosan földet ért.
- március 24. – A gép áramfejlesztő generátorának hibája miatt kényszerleszállást hajtott végre a Malaysia Airlines Kuala Lumpur és Szöul között közlekedő Airbus A330–300 típusú repülőgépe Hongkongban. Senki sem sérült meg.[9]
- március 28. – Lezuhant az indiai légierő egyik C−130J Super Hercules típusú teherszállító repülőgépe Gválijar településnél. Az öttagú legénység meghalt.[10]

### április
- április 20. – Jamijärvi közelében. Lezuhant egy ejtőernyősöket szállító repülőgép a Jamijärvi sportrepülőtér közelében. A balesetben 8 fő vesztette életét.[11]

### május
- május 11. – Divjake tengerpartján. Egy Piper márkájú kis repülőgép kényszerleszállást hajtott végre és a földre zuhant az albán tengerparton. A hatóságok a gép pilótáját, egy olasz állampolgárságú férfit elfogtak és drogcsempészés vádjával letartóztatták. Az esetnek nem volt sérültje.[12]
- május 17. – Baan nadi. A Laoszi Nemzeti Felszabadítási Hadsereg Légierejének Antonov 74TK–300 típusú, RDPL-34020 lajstromjelű repülőgépe lezuhan. A balesetben 16 fő veszti életét, egyetlen fő éli túl a becsapódást.[13]

### június
- június 23. – A Német Légierő Eurofighter Typhoon típusú vadászgépe összeütközött a levegőben a GFD (Gesellschaft Fur Flugzieldarstellung légitársaság Learjet 35A típusú repülőgépével Olsberg közelében. A vadászgép biztonságosan leszállt, azonban a Learjet lezuhant. (A Learjet kétfős személyzete a balesetben életét vesztette.)[14]
- június 28. – Jamijärvi közelében. Egy sárkányrepülős lezuhant és életét vesztette.[15]

### július
- július 11. – Kokemäki repülőtere közelében. Egy sárkányrepülős életét vesztette, amikor lezuhant légi járművével.[16]
- július 17. – A Malaysia Airlines MH17-es Amszterdam és Kuala Lumpur közti menetrend szerinti járata lezuhant az orosz–ukrán határ közelében, az ukrajnai Hrabove közelében. A repülőgépet föld-levegő rakéta találta el, a fedélzetén tartózkodó 298 ember meghalt.[17]
- július 23. – A Transasia légitársaság GE 222-es járata kényszerleszállás közben lakott területre zuhant a Tajvan melletti Penghu-szigetek Makung repülőterénél. Az ATR 72-típusú utasszállító repülőgépen tartózkodó 54 utasból és 4 fős személyzetből 48-an életüket vesztették, tízen megsérültek.[18]
- július 24. – Az Air Algerie AH 5017-es járata Maliban, Gossi városa mellett feltehetőleg rossz időjárási és látási viszonyok miatt lezuhant. Az MD–83-as típusú utasszállító gép mind a 116 utasa életét vesztette.[19]
- július 27. – Reggel az Orosz Légierő egyik MiG–29-ese Asztrahán mellett repülőgép-fedélzeti hiba miatt lezuhan, a pilóta életét veszti.[20]

### augusztus
- augusztus 2. – Espoo közelében. Egy kisrepülő a közeli tengerbe csapódott. Egy fő életét vesztette a balesetben.[21]
- augusztus 5. – Zágrábtól húsz kilométerre délre, lakatlan területre lezuhan a Horvát Légierő MiG–21 típusú vadászgépe, a pilótának sikerül katapultálnia.[22]
- augusztus 10. – Röviddel a felszállás után a teheráni Mehrabad nemzetközi repülőtér közelében helyi idő szerint 9.18-kor lezuhan az iráni Szepahan légitársaság 5915-ös járatát teljesítő EP-GPA lajstromjelű IrAn–140 típusú utasszállító repülőgépe. A fedélzeten tartózkodó 48 főből 39 életét vesztette. A baleset valószínűleg hajtóműhiba miatt következett be.[23]
- augusztus 26. – Helyi idő szerint délelőtt 10 óra körül lezuhan és a földnek csapódik a Görög Légierő 116. ezredének egyik A–7 Corsair II típusú harci repülőgépe az ország északi részén, Komotini város közelében. (A pilóta sikeresen katapultált.)[24]

### szeptember
- szeptember 8. 14:15 körül (helyi idő szerint) – 14 mérföldnyire Jamaica északkeleti partjaitól. Egy egy motoros TBM-900 típusú kis repülőgép a tengerbe zuhant. Larry Glazer és felesége Jane életüket vesztették a balesetben.[25]

### október
- október 17. – Harmadik küldetése végeztével sikeres leszállást hajt végre az amerikai légierő X–37 típusú kísérleti űrrepülőgépe a dél-kaliforniai Vandenberg légitámaszponton. (A 674 napig tartó Föld körüli pályáján kísérleteket hajtott végre.)[26]
- október 21. – Moszkvában a Vnukovói nemzetközi repülőtéren felszállás közben hókotróval ütközött a Total olajcég vezetőjének Dassault Falcon 50-es privátgépe. A balesetben Christophe de Margerie is életét vesztette.[27][28]
- október 31. – Egy hiba következtében felrobban és megsemmisül a Virgin Galactic SpaceShipTwo űrrepülőgépe egy a Mojave-sivatag feletti tesztrepülés során. (Az egyik pilóta életét veszti és a másik is súlyosan megsebesül.)[29][30]

### november
- november 12. – Gəngərli falu közelében. Az Azerbajdzsáni Haderő légelhárítása lelőtt egy örmény Mil Mi–24-es típusú katonai helikoptert. A gép 3 fős személyzete életét vesztette.[31][32]

### december
- december 28. – Lezuhant az AirAsia 8501-es járata. A gép Surabayából (Indonézia) Szingapúrba tartott. Az Airbus A320-as gép katasztrófáját még vizsgálják; 159-en meghaltak.
- december 30. – Egy AirAsia Airbus A320-as gép túlfutott a manilai kifutón. Senki nem halt meg.

## Határozatlan idejű események
- Egy brit, repüléssel foglalkozó portál (World Air Forces) szerint 2014-ben Kína megelőzte Oroszországot a rendszerben álló harci repülőgépek számát illetően, 1453 géppel (Oroszország: 1438). Az első helyen továbbra is az Egyesült Államok áll 2740 géppel.[33]

## Első felszállások
- március 11. – E-Fan
- április 9. – Learjet 85

## Külső hivatkozások
- Aviation Safety Network
- Plane Crash Info
- The Aviation Herald
- JACDEC Airline Safety Ranking